# U-16-Fußball-Asienmeisterschaft 1985
Die erste U-16-Fußball-Asienmeisterschaft wurde 1985 in Katar ausgetragen. Das Turnier begann am 1. Februar und endete am 10. Februar. Sieger wurde Saudi-Arabien durch einen Sieg im Elfmeterschießen gegen die Gastgeber. Die beiden Finalisten qualifizierten sich für die U-16-Fußball-Weltmeisterschaft 1985.

## Qualifikation
Die 20 gemeldeten Mannschaften spielten in vier Gruppen jeweils zwei Endrundenteilnehmer aus. Aus dem Kreis der qualifizierten Nationen wurde der Gastgeber der Endrunde ausgewählt.

### Gruppe 1A
Die Gruppe 1A spielte vom 14. bis 21. September 1984 in Doha, Katar. Von den sieben gemeldeten Mannschaften traten Bangladesch, Hongkong und Sri Lanka nicht an.
| Pl. | Verein   | Sp. | S | U | N | Tore    | Diff. | Punkte |
| --- | -------- | --- | - | - | - | ------- | ----- | ------ |
| 1.  | Katar    | 3   | 3 | 0 | 0 | 009:100 | +8    | 06:0   |
| 2.  | Irak     | 3   | 2 | 0 | 1 | 003:400 | −1    | 04:20  |
| 3.  | Südkorea | 3   | 1 | 0 | 2 | 002:600 | −4    | 02:40  |
| 4.  | Bahrain  | 3   | 0 | 0 | 3 | 001:400 | −3    | 0:60   |

### Gruppe 1B
Die Gruppe 1B spielte vom 14. bis 19. September 1984 in Riad, Saudi-Arabien. Von den sechs gemeldeten Mannschaften traten Indonesien und Oman nicht an.
| Pl. | Verein                       | Sp. | S | U | N | Tore    | Diff. | Punkte |
| --- | ---------------------------- | --- | - | - | - | ------- | ----- | ------ |
| 1.  | Südjemen                     | 3   | 2 | 1 | 0 | 005:300 | +2    | 05:10  |
| 2.  | Saudi-Arabien                | 3   | 1 | 2 | 0 | 003:200 | +1    | 04:20  |
| 3.  | Vereinigte Arabische Emirate | 3   | 1 | 1 | 1 | 009:500 | +4    | 03:30  |
| 4.  | Syrien                       | 3   | 0 | 1 | 2 | 003:100 | −7    | 01:50  |

### Gruppe 2A
Die Gruppe 2A spielte vom 20. bis 30. August 1984 in Bangkok, Thailand.
| Pl. | Verein    | Sp. | S | U | N | Tore    | Diff. | Punkte |
| --- | --------- | --- | - | - | - | ------- | ----- | ------ |
| 1.  | Kuwait    | 4   | 3 | 0 | 1 | 024:100 | +23   | 06:20  |
| 2.  | China     | 4   | 3 | 0 | 1 | 015:400 | +11   | 06:20  |
| 3.  | Nordjemen | 4   | 2 | 1 | 1 | 020:300 | +17   | 05:30  |
| 4.  | Indien    | 4   | 1 | 1 | 2 | 015:500 | +10   | 03:50  |
| 5.  | Macau     | 4   | 0 | 0 | 4 | 000:610 | −61   | 0:80   |

### Gruppe 2B
Die Gruppe 2B spielte vom 20. bis 30. August 1984 in Bangkok, Thailand. Von den sieben gemeldeten Mannschaften traten Iran und Malaysia nicht an.
| Pl. | Verein      | Sp. | S | U | N | Tore    | Diff. | Punkte |
| --- | ----------- | --- | - | - | - | ------- | ----- | ------ |
| 1.  | Thailand    | 4   | 4 | 0 | 0 | 019:000 | +19   | 08:0   |
| 2.  | Japan       | 4   | 2 | 1 | 1 | 008:600 | +2    | 05:30  |
| 3.  | Nepal       | 4   | 2 | 1 | 1 | 005:700 | −2    | 05:30  |
| 4.  | Philippinen | 4   | 1 | 0 | 3 | 003:100 | −7    | 02:60  |
| 5.  | Singapur    | 4   | 0 | 0 | 4 | 000:120 | −12   | 0:80   |

## Endrunde
Die Endrunde wurde vom 1. bis 10. Februar 1985 in Doha, Katar, ausgetragen. Von den qualifizierten Mannschaften trat Kuwait nicht an.

### Gruppe A
| Pl. | Verein        | Sp. | S | U | N | Tore    | Diff. | Punkte |
| --- | ------------- | --- | - | - | - | ------- | ----- | ------ |
| 1.  | Katar         | 1   | 1 | 0 | 0 | 003:100 | +2    | 02:0   |
| 2.  | Saudi-Arabien | 2   | 1 | 0 | 1 | 004:300 | +1    | 02:20  |
| 3.  | Japan         | 1   | 0 | 0 | 1 | 000:300 | −3    | 0:20   |

Die Begegnung zwischen Katar und Japan wurde nicht ausgetragen.

### Gruppe B
| Pl. | Verein   | Sp. | S | U | N | Tore    | Diff. | Punkte |
| --- | -------- | --- | - | - | - | ------- | ----- | ------ |
| 1.  | Thailand | 3   | 1 | 2 | 0 | 003:200 | +1    | 04:20  |
| 2.  | Irak     | 3   | 2 | 0 | 1 | 002:100 | +1    | 04:20  |
| 3.  | Südjemen | 3   | 0 | 2 | 1 | 004:500 | −1    | 02:40  |
| 4.  | China    | 3   | 0 | 2 | 1 | 002:300 | −1    | 02:40  |

### Halbfinale
|               |   |          |     |
| 8. Februar    |   |          |     |
| Katar         | – | Irak     | 1:0 |
| 8. Februar    |   |          |     |
| Saudi-Arabien | – | Thailand | 1:0 |

### Spiel um den dritten Platz
|             |   |          |     |
| 10. Februar |   |          |     |
| Irak        | – | Thailand | 1:0 |

### Finale
|               |   |       |                |
| 10. Februar   |   |       |                |
| Saudi-Arabien | – | Katar | 0:0, 4:3 i. E. |

## Ergebnis
Die Finalisten Saudi-Arabien und Katar qualifizierten sich neben Gastgeber China für die U-16-Fußball-Weltmeisterschaft 1985.